# Begonia letouzeyi
Begonia letouzeyi là một loài thực vật có hoa trong họ Thu hải đường. Loài này được Sosef mô tả khoa học đầu tiên năm 1994.